# Liste des musées du transport

## Automobile

### Allemagne
- Centre des Transports (Deutsches Museum)

### Belgique
- Autoworld à Bruxelles
- Musée du Tramway de Schepdael à Dilbeek
- Mahymobiles à Leuze-en-Hainaut

### Canada
- Musée J.-Armand-Bombardier
- Musée de l'auto ancienne de Richmond
- Canadian Automotive Museum (en)
- Manitoba Antique Automobile Museum (en)

### France
- Cité de l'automobile - Musée national - Collection Schlumpf à Mulhouse
- Musée de l'Aventure Peugeot à Sochaux
- Conservatoire Citroën à Aulnay-sous-bois (non-ouvert au public)
- Musée de l'Automobiliste de Mougins (fermé)
- Musée automobile de Lohéac (Ille-et-Vilaine)
- Musée de l'automobile Henri-Malartre (automobiles, motos et cycles) à Rochetaillée-sur-Saône, près de Lyon
- Musée Maurice-Dufresne à Azay-le-Rideau (Indre-et-Loire)
- Musée automobile de Lorraine à Velaine-en-Haye (Meurthe-et-Moselle)
- Musée de la moto, de l'aviation et de la voiture de course au Château de Savigny-lès-Beaune (Côte-d'Or)

### République tchèque
- Musée Škoda

Militaire
- Musée des blindés de Lešany

### Suisse
Liste de musées d'automobile en Suisse (de)
- Musée Pantheon de Bâle
- Musée suisse des transports à Lucerne
- Musée de véhicule de Bäretswil (de)
- Fondation Pierre Gianadda, musée de l'automobile à Martigny
- Château de Grandson

Militaire
- Musée des chars à Thoune (de)
- Schweizerisches Militärmuseum Full (de)

## Aviation et espace

### Canada
- Musée de l'aviation et de l'espace du Canada
- Musée de l'aviation royale de l'Ouest canadien
- Canadian Warplane Heritage Museum
- Musée Billy Bishop
- Musée Reynolds-Alberta
- Ailes d'époque du Canada
- Cosmodôme
- Musée de la Défense aérienne
- Canadian Museum of Flight

### Belgique
- Musée de l'Air et de l'Espace au Musée royal de l'armée et de l'histoire militaire

### Italie
- Volandia (en),

### Suisse
- Musée suisse des transports à Lucerne
- Musée de l'aviation de Altenrhein
- Musée de l'aviation militaire de Payerne « Clin d'Aile »
- Air Force Center - Flieger Flab Museum à Dübendorf.

## Chemin de fer

### Allemagne
- Darmstadt-Kranichstein : Eisenbahnmuseum
- Munich - section du Deutsches Museum (musée des Techniques)
- Nuremberg : Musée des transports de Nuremberg

### Belgique
- Bruxelles : Train World est le musée des chemins de fer de la SNCB et retrace l'histoire des chemins de fer en Belgique en exposant divers véhicules ferroviaires dans une scénographie réalisée par François Schuiten.
- Treignes : CFV3V (Chemin de Fer des Trois Vallées), plusieurs locomotives à vapeur dont quelques-unes plus que centenaires, ainsi que des locos à moteur diesel et divers modèles de wagons de toutes les époques.  ) Une ligne est exploitée à la belle saison pour les touristes, mais aussi au profit des habitants de la région.
- Saint-Ghislain : abri-musée du Patrimoine Ferroviaire et Touristique
- Les collections de la SNCB en attente de restauration sont conservées dans les anciens dépôts de Haine-Saint-Pierre et de Gentbrugge.

### Canada
- Musée ferroviaire canadien à Saint-Constant (Québec)
- Gare de Brandon
- Chemin de fer Salem & Hillsborough
- Community Waterfront Heritage Centre
- Gare de Crombies
- Lieu historique national du Canada de la Rotonde-de-la-Rue-John (Canadien-Pacifique)
- Gare de McAdam
- Railway Coastal Museum

### France
- Cité du train à Mulhouse (Haut-Rhin)
- Musée des tramways à vapeur et des chemins de fer secondaires français à Butry-sur-Oise
- Pithiviers (Loiret)
- Rosny-Rail (annexe de la Cité du Train à Rosny-sous-Bois - Seine-Saint-Denis)

### Italie
- Musée national ferroviaire de Pietrarsa
- Musée national des Transports de La Spezia.
- Musée ferroviaire de Trieste Campo Marzio (Actuellement fermé pour cause de renovations majeures depuis le 18 juillet 2017).

### Mexique
- Ferrocarril Interoceanico heritage railway & museum. Cuautla[1] ;
- Museo de los Ferrocarriles de Yucatán, Mérida[2] ;
- Museo Nacional de los Ferrocarriles Mexicanos, Puebla ;
- Museo Tecnológico de la Comisión Federal de Electricidad (MUTEC), Mexico ;
- Museo del Transporte, Xalapa ;
- Museo del Ferrocarril de Torreón, Torreón[3].

### Pays-Bas
- Utrecht

### Royaume-Uni
- National Railway Museum à York
- Musée des Chemins de fer à vapeur de Swindon
- Didcot Railway Centre à Didcot
- Ulster Folk and Transport Museum.

### Suisse
- Musée suisse des transports à Lucerne
- Chemin de fer-musée Blonay-Chamby
- Eurovapor (de)
- Musée ferroviaire Planchers-dalles (de)
- Musée du fer et du chemin de fer à Vallorbe

### Vatican
- Padiglione delle Carozze (Museo Storico, Musées du Vatican)[4]

## Transport urbain

### Autriche
- Tramway Museum Graz (en), Graz
- Musée du tram de Bergisel, Innsbruck

### Belgique
- Musée du transport urbain bruxellois
- Musée des transports en commun de Wallonie, Liège
- ASVi, Thuin

### France
- Musée des transports urbains, interurbains et ruraux, Chelles

### Suisse
- Musée suisse des transports à Lucerne